# 田中周友
田中 周友（たなか かねとも、1900年9月4日 - 1996年11月14日）は、日本の法学者。専門はローマ法。京都大学博士。

## 人物
1900年9月4日、京都市に生まれる。実家は700年続く下鴨神社の社家で、自宅は糺の森の一角・京都市左京区下鴨森本町24番地（旧・愛宕郡下鴨村24番地）にあった。夏目漱石は、当時この家を借りていた親友・狩野亨吉（京都帝国大学文科大学初代学長）を訪ね、1907年3月28日から15日間滞在し、短編「京に着ける夜」（『大阪朝日新聞』1907年4月9日～4月11日）を執筆し、『虞美人草』の構想を練った。
1924年3月、京都帝国大学法学部独逸法律学科を卒業。1926年1月から1929年3月にかけて、ローマ法研究のためドイツ、フランス、イタリアへ文部省在外研究員として出張。帰国してすぐ京都帝国大学法学部助教授に就任し、ローマ法講座を担任した。1933年3月、京都帝国大学法学部教授に昇進。同年滝川事件が起こるも残留（後述）。1944年9月12日、論文「古代庇護法史研究」で法学博士の学位を与えられた。1945年12月京都大学を辞職するが、1948年5月に教授に再任（後述）。1951年3月京都文化院（新村出院長）より著書『世界法史概説』に対して京都文化院賞を受賞。1953年7月京都大学西洋法史研究会を設立。1963年9月に京都大学を定年退官し、京都大学名誉教授。同月より1971年3月まで、甲南大学法学部で教授、1973年4月より1980年まで京都産業大学法学部教授。1996年11月14日、逝去した。
直接の指導関係はないが、ローマ法学者柴田光蔵に京大の学卒助手の道を開いた人物であり、柴田は田中に深く感謝している。

## 滝川事件との関わり
1933年5月26日、斎藤実内閣の文部大臣鳩山一郎が、京大法学部教授瀧川幸辰の刑法学説がマルクス主義的であるとして、官吏分限令により一方的に瀧川に休職処分を下した。これに法学部全教授が辞表を提出して抗議の意思を示したため、当時の総長小西重直が文部省と法学部の板挟みになって辞職。同年7月に松井元興が総長に就任し、同月10日、法学部全教授15名の辞表を鳩山に進達したところ、鳩山は強硬派と目された佐々木惣一ら6名の辞表のみ受理し､他は却下した｡そこで松井は、当時の法学部の長老・中島玉吉の献策に基づいて折衝し､7月18日にいわゆる松井解決案を示した｡すなわち、文相が今回の瀧川の「処分ハ非常特別ノ場合ニシテ、文部当局ガ教授ノ進退ヲ取扱フニ付、総長ノ異状二依ルコトハ多年ノ先例二示ス通リナリ」との言明を与えるもので、これにより結果的に大学の自治が守られるとするものであった。松井解決案に対し、中島らは｢われわれの主張したるところは貫徹せられ｣たとの声明を発し残留を表明した一方、田村徳治・恒藤恭の2教授は「非常特別ノ場合」はいくらでも文部省は教授を処分できることになるとして､残留を拒んだ。これにより、教授は残留派と辞職派に分裂し、8名（宮本英脩は初め辞職したが、年末に復職）が残留し、7名が辞職した。
田中は残留派の若手教授として、同じく若手の牧健二・渡辺宗太郎と共に助教授の説得を担当し、近藤英吉・斎藤武生・西本穎の辞表を撤回させることに成功した。戦後、追放されていた教授の復帰が問題になると、残留派だった田中は池田栄・牧健二・渡辺宗太郎・西本頴・石田文次郎・朧谷峻嶺と共に辞表を提出し、1945年12月28日、京都大学を辞職した。しかし当の瀧川が復帰し、京大法学部長に就任すると、1948年5月31日、田中を教授として再任した。瀧川は、滝川事件当時から、田畑磐門宛書簡（1933年8月22日付)の中で「それにしても残留組に田中周友君が居るのは、同氏のために気の毒です｡前途ある篤学者で、残留組唯一の学者ですが、何か魔がさしたのでせう｡あの解決案がわからないとなると､法学者としての将来が台無しになります｡私は、個人的に、その当時田中君に辞職を勧告しやうと思ったのですが、一人前の教授に対して、それはあまり失礼と思返して、やめたのでした。外の先生方の前途は知れたものですから、どうでもよいが、彼田中だけは何とか救ってあげたい(学者として生活出来るやう)といふ気持がします」と綴るなど、田中を高く評価していた。

## 著作

### 単著
- 『比較法制史講義』（三和書房，1948年）
- 『法史学第一部　比較法史学（比較法制史）』（三和書房，1949年）
- 『法史学第二部　ローマ法史』（三和書房，1949年）
- 『法学概論』（有信堂，1949年）
- 『世界法史概説』（有信堂，1950年）
- 『新版 法学概論』（有信堂，1968年）
- 『新版 法学概論』（新有堂，1979年）

### 共編著
- 『法制史文献目録』（創文社，1962年）
- （清水兼男）『家族関係』（建帛社，1969年）
- 『若き日の思い出　三高大正十年卒業生卒業５７周年・入学６０周年記念誌』（発行者江草四郎，1979年）

### 共訳
- （赤井節）ミシェル・ヴィレー『ローマ法』（白水社，1955年）